# 竹鼻祭り

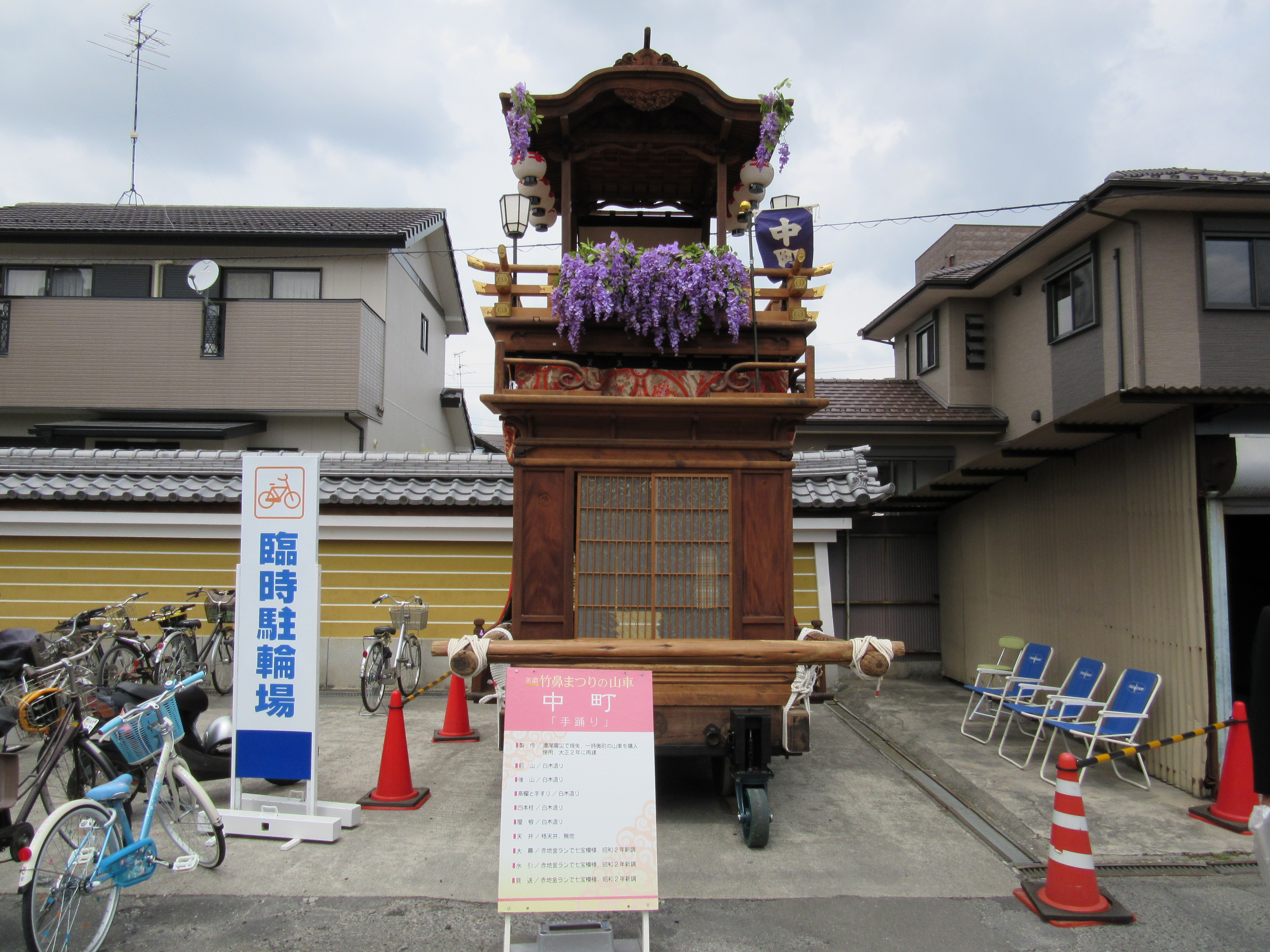
竹鼻祭り山車（中町）

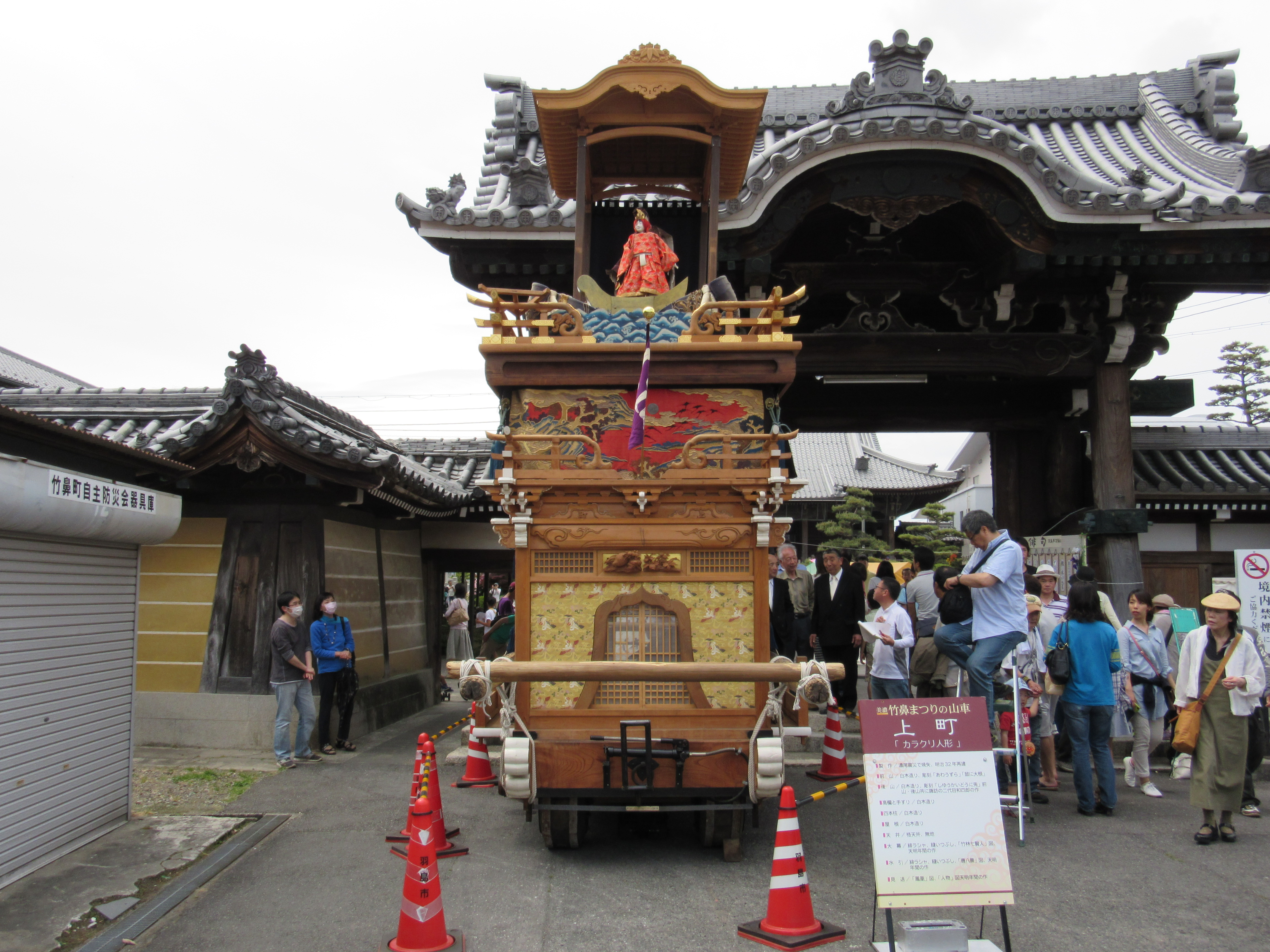
竹鼻祭り山車（上町）

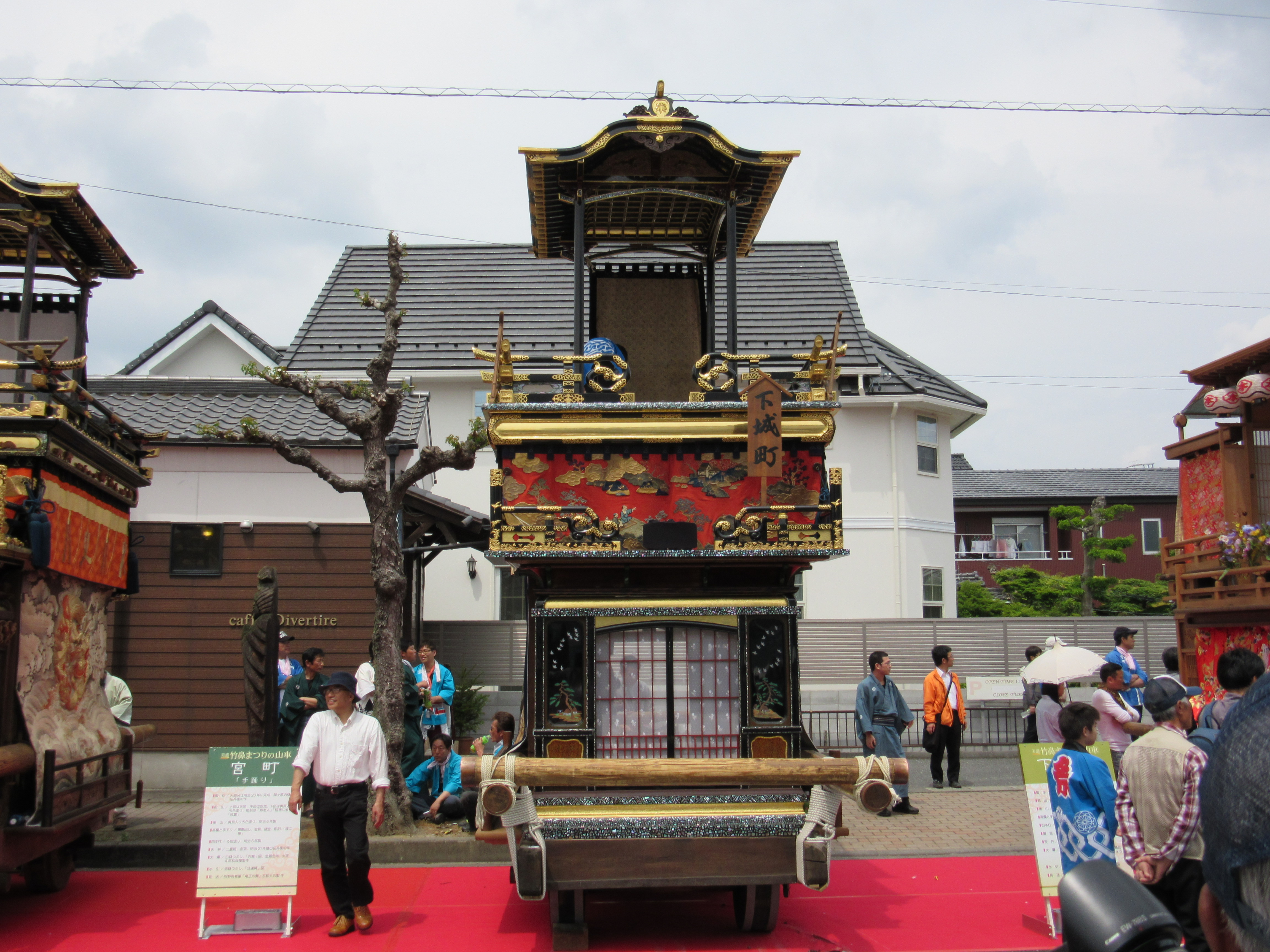
竹鼻祭り山車（下城町）

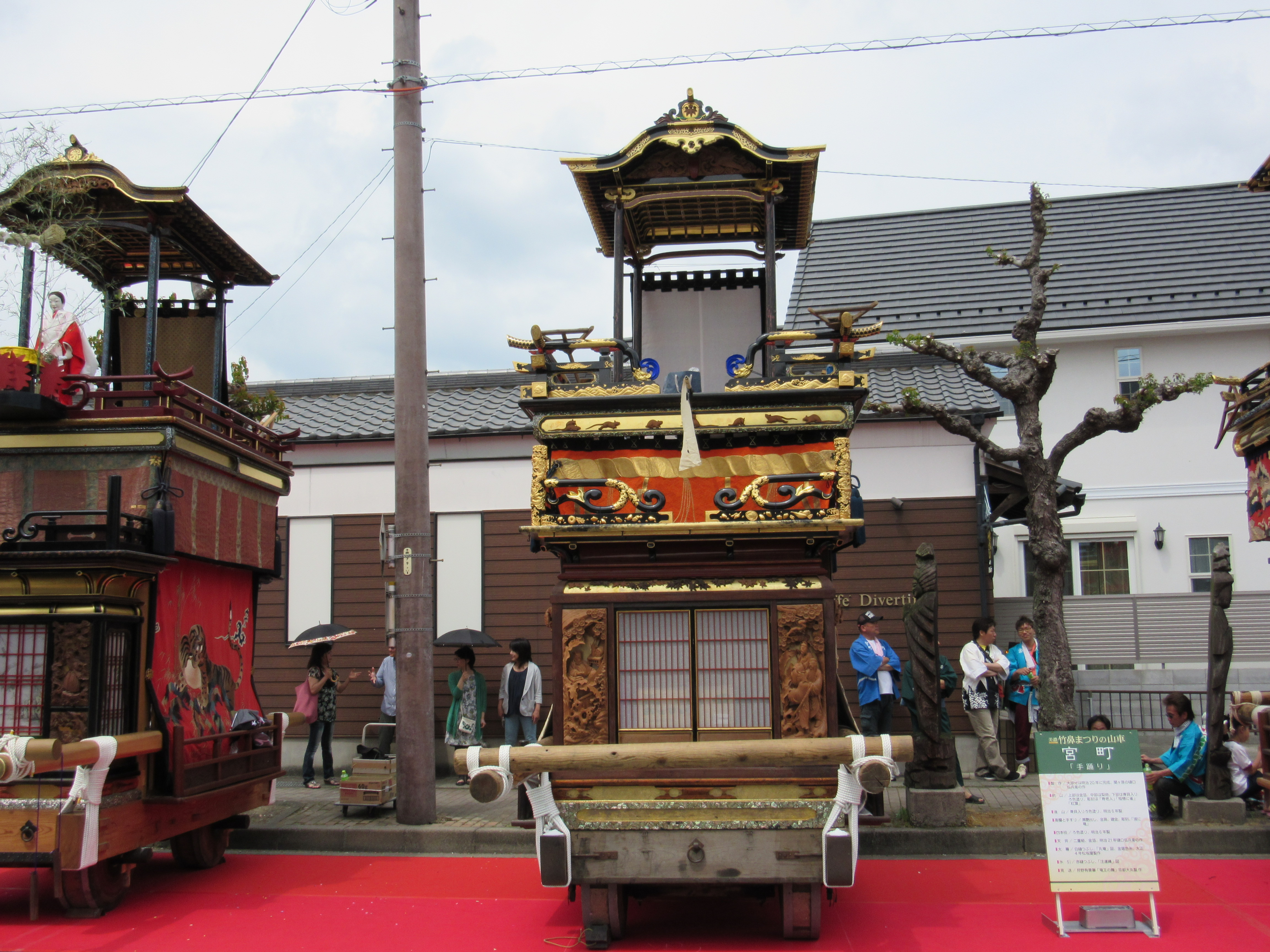
竹鼻祭り山車（宮町）

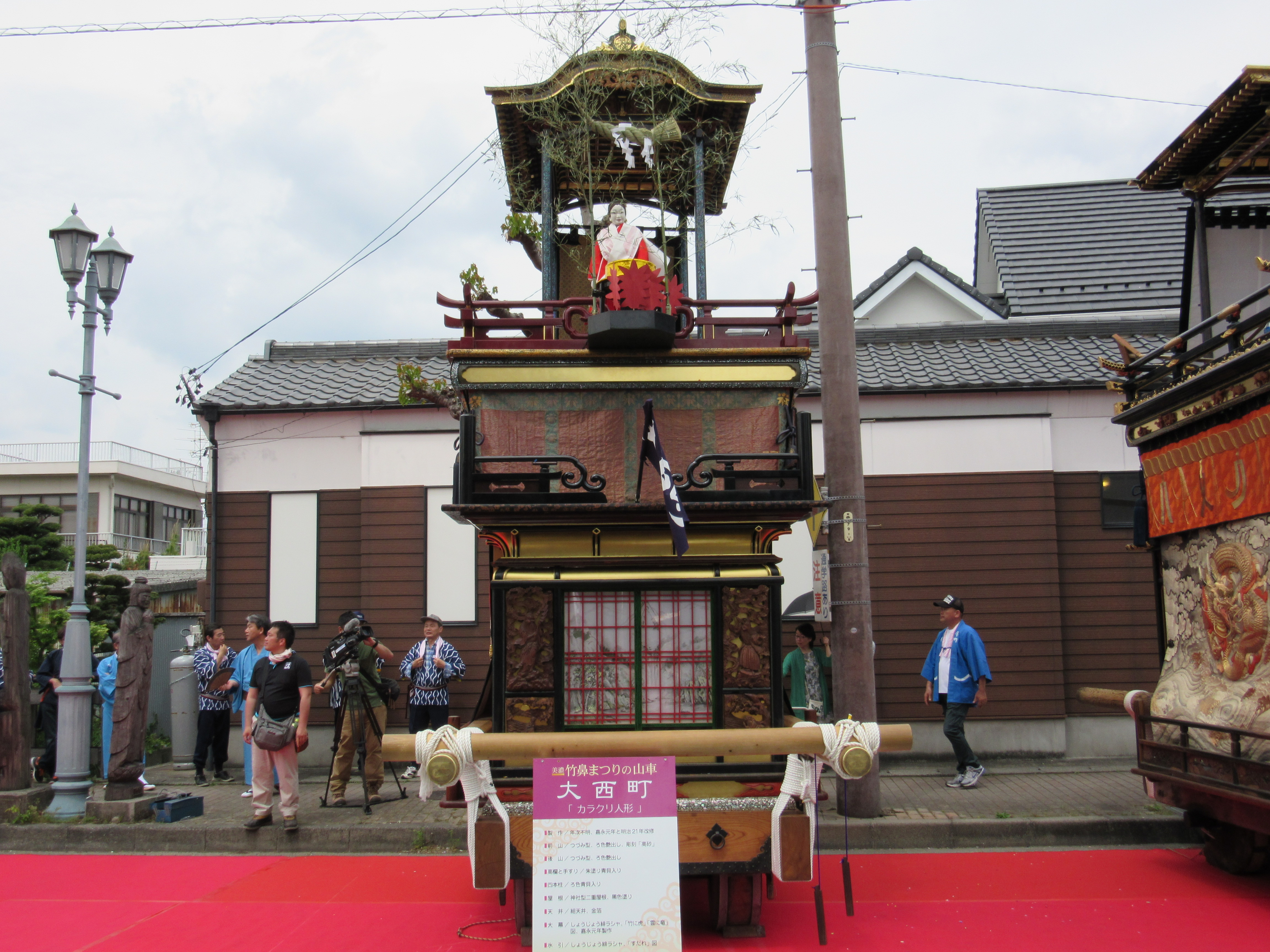
竹鼻祭り山車（大西町）

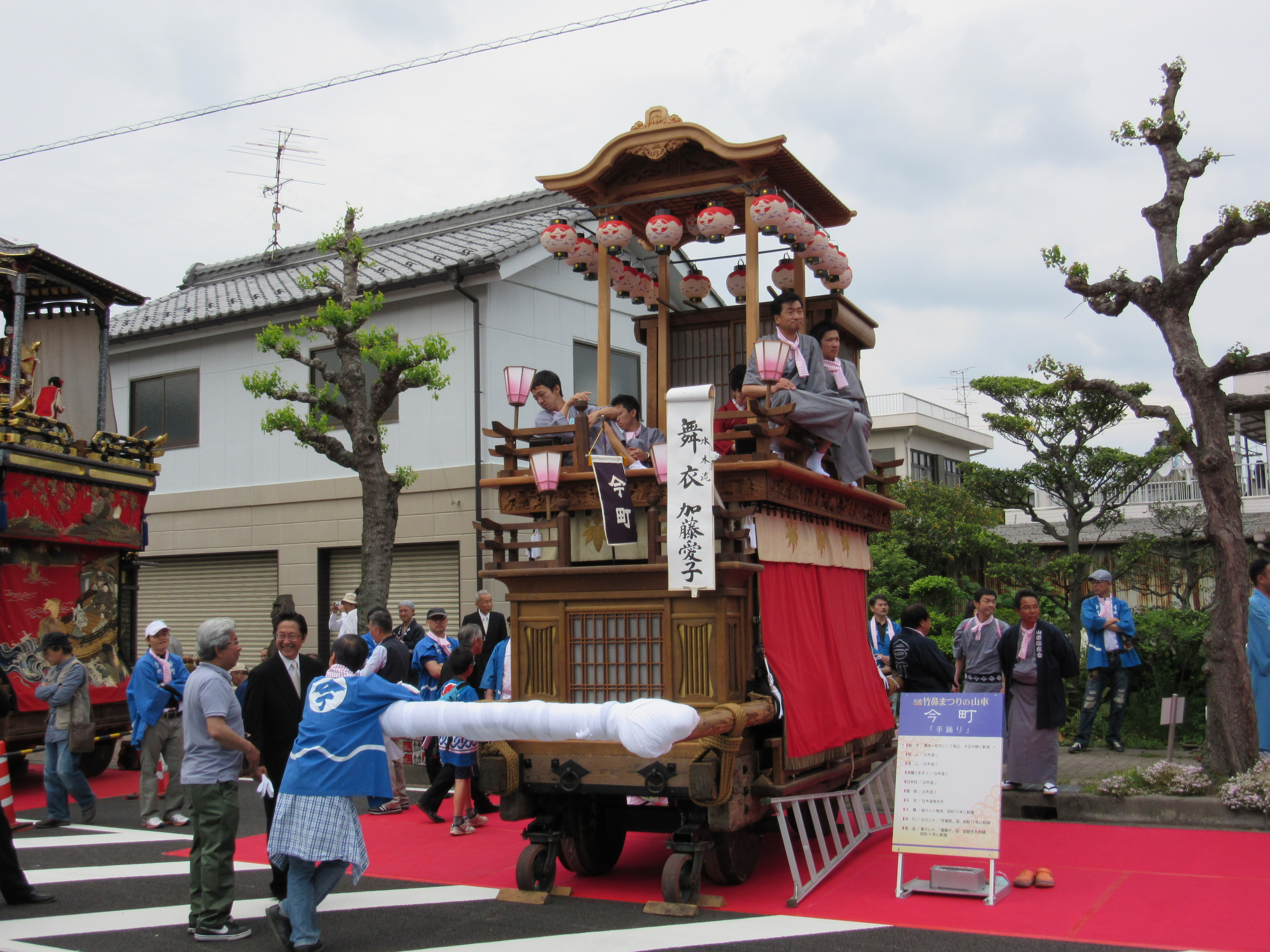
竹鼻祭り山車（今町）

竹鼻祭り（たけはなまつり）は、岐阜県羽島市竹鼻地区にて毎年5月2日〔試楽（しがく・しんがく）〕3日〔本楽（ほんがく）〕に行われる八剱（はっけん）神社の春季祭礼である。

## 概要
天正9年（1582年）、当時竹ヶ鼻城城主であった不破源六広綱が八剱神社を竹が鼻城の鬼門除けとして現在地に遷座したことが始まりといわれている。「濃州徇行記」という文献によると、寛政年間（1789年-1801年）には山車は7輌とあり、創健当時は下町、中町、上町などが中心となり山車は7輌であったとされる。その後13輌となったが現在曳き出している町とは異なる町がある。
現在は、宮町、大西町、上鍋屋町、下鍋屋町、川町、下城町、上城町、福江町、新町、中町、本町、上町、今町の13町で13輌の山車があり、大正11年（1922年）より毎年半数（7輌又は6輌）が交代で曳き回されている。また明治24年（1891年） 10月28日に起こった濃尾地震では、5町の山車が火災により焼失したが、その後再建されている。
また祭礼日時は何度かの変更があり、天保年間（1830年-1844年）には旧暦の8月8日、9日との記録があり、明治の初めまで続いた。明治12年（1879年）新暦に改暦されてからは10月8日、9日、明治35年（1902年）には5月8日、9日、昭和49年（1974年）に本楽（ほんがく）を子供の日に合わせ5月４日、5日、昭和62年（1987年）から5月2日、3日に変更され現在に至っている。
13基の山車は、昭和48年（1973年）3月16日に岐阜県の重要有形民俗文化財に指定された。
2020年（令和2年）に羽島市竹鼻まつり山車会館が開館。山車が入換で展示されている。

## 山車
13基の山車は屋台型の山車で、大幕、見送り幕、水引は、金糸や銀糸、色糸で刺繍を施された絢爛豪華なものである。また、山車の上で奉芸（ぶげい）といわれる子供達の踊りや、からくり人形が披露される。車輪は4輪の地車（内車）様式である。

### 宮町
- 高さ: 6.3m 間口：1.6m 長さ：3.6m
- 創設: 明治20年（1887年）に大部分を建造
- 奉芸: 子供の手踊り

### 大西町
- 高さ: 5.4m 間口：2.2m 長さ：3.6m
- 創設: 不明。嘉永元年（1848年）と明治21年（1888年）に改修
- 奉芸: からくり人形「湯取神子」

### 上鍋屋町
- 高さ: 4.8m 間口：2.3m 長さ：4.5m
- 創設: 不明。明治24年（1891年） 10月28日に起こった濃尾地震にて焼失。その後明治37年（1904年）に大垣の久瀬川より山車を購入
- 奉芸: 縮緬ぬいぐるみ「布袋おどり」

### 下鍋屋町
- 高さ: 5.4m 間口：1.7m 長さ：3.6m
- 創設: 天保年間（1830年〜1843年）の建造と伝えられる。明治元年（1868年）と大正元年（1912年）に改修
- 奉芸: からくり人形「唐子肩車太鼓打ち」

### 川町
- 高さ: 5.7m 間口：2.2m 長さ：3.9m
- 創設: 宝暦年間（1751年〜1763年）の建造と伝えられる
- 奉芸: 子供の手踊り

### 下城町
- 高さ: 4.5m 間口：1.7m 長さ：3.6m
- 創設: 寛政6年（1794年）。文久3年（1863年）に改修
- 奉芸: 子供の手踊り

### 上城町
- 高さ: 5.7m 間口：1.6m 長さ：3.3m
- 創設: 寛政6年（1794年）。嘉永6年（1853年）に改修
- 奉芸: からくり人形「唐子鐘叩き太鼓打ち」

### 福江町
- 高さ: 6.0m 間口：2.1m 長さ：3.7m
- 創設: 天明から寛政の頃
- 奉芸: からくり人形「唐子文字書き」

### 新町
- 高さ:  4.5m 間口：1.8m 長さ：4.5m
- 創設: 不明。濃尾地震にて焼失。その後明治38年（1905年）に再建
- 奉芸: 子供の手踊り

### 中町
- 高さ: 5.4m 間口：1.8m 長さ：2.7m
- 創設: 不明。濃尾地震にて焼失。一時期山車を奥町より購入し使用した後、大正2年（1913年）に再建
- 奉芸: からくり人形「高砂と姥」。子供の手踊り

### 本町
- 高さ: 3.6m 間口：1.8m 長さ：2.7m
- 創設: 不明。濃尾地震にて焼失。その後明治43年（1910年）に再建
- 奉芸: 子供の手踊り

### 上町
- 高さ: 5.7m 間口：1.7m 長さ：3.9m
- 創設: 不明。濃尾地震にて焼失。その後明治32年（1899年）に再建
- 奉芸: からくり人形「勅使、岩船竜人」

### 今町
- 高さ: 5.1m 間口：1.8m 長さ：3.6m
- 創設: 大正中期の建造
- 奉芸: 子供の手踊り